# Happy Reunion
Albums par Stéphane Grappelli
Young Django
(1979) Vintage 1981
(1981)
Albums par Martial Solal
The Solosolal
(1979) The Date
(1981)
Happy reunion est un album en duo du violoniste français Stéphane Grappelli et du pianiste de jazz français Martial Solal et sorti en 1980 chez Owl Records. L'album reçoit en 1980 le Prix Boris-Vian du meilleur disque de jazz français.

## À propos de la musique
Stéphane Grappelli et Martial Solal sont deux grands noms du jazz français. Grappelli est surtout connu pour son travail avec Django Reinhardt dans le quintette du Hot Club de France ; Solal fait partie de la génération suivante, issue du bebop. Les deux musiciens n'avaient jusqu'à présent figuré ensemble que sur un seul enregistrement ; ils avaient d'ailleurs enregistré leurs parties séparément. Ils se retrouveront en 1988 sur le disque de Grappelli Olympia 1988.
Martial Solal raconte : « c'est le plus classique des duos auxquels j'ai participé – Grappelli pour qui le tempo et les harmonies de base étaient deux éléments essentiels, il n'était pas question de bouger d'un millimètre. Je ne pouvais donc pas aller trop loin, même sur le plan harmonique. » À la fin de la session d'enregistrement, il manque quelques minutes pour terminer le disque. Martial Solal propose « et si on improvisait ? » À sa grande surprise, Grappelli accepte de se livrer au jeu de l'improvisation libre,.
Le ragtime Stumbling, composé par Zez Confrey, est le morceau qui fait découvrir le jazz à Grappelli. 

## Réception critique
La critique est plutôt positive,, même si Scott Yanow (AllMusic) regrette que Solal réfrène un peu son jeu pour laisser la place au violoniste.
L'album reçoit en 1980 le Prix Boris-Vian du meilleur enregistrement français.

## Pistes
| No | Titre                  | Musique                             | Durée |
| -- | ---------------------- | ----------------------------------- | ----- |
| 1. | Shine                  | Cecil Mack, Ford Dabney, Lew Browne | 2:28  |
| 2. | Valsitude              | Martial Solal                       | 3:03  |
| 3. | Sing for your Supper   | Richard Rodgers, Lorenz Hart        | 4:45  |
| 4. | God Bless the Child    | Arthur Herzog Jr., Billie Holiday   | 7:12  |
| 5. | Nuages                 | Django Reinhardt                    | 3:57  |
| 6. | Parisian thoroughfare  | Bud Powell                          | 4:27  |
| 7. | Grandeur et cadence    | Martial Solal                       | 3:10  |
| 8. | Stumbling              | Zez Confrey                         | 4:00  |
| 9. | Et si l'on improvisait | Stéphane Grappelli, Martial Solal   | 3:40  |

## Musiciens
- Stéphane Grappelli : violon
- Martial Solal : piano